# Джеймс Маккернан
Джеймс Макке́рнан (англ. James MacKernan; нар. 19 марта 1964, Лондон) — британський математик, обіймав посаду професора з математики у Массачусетському технологічному інституті у 2007—2013 рр.
По закінченню в 1985 році Кембриджського університету отримав ступінь бакалавра наук.
- Дослідницька нагорода Клея (2007)[6]
- Премія Коула (2009)[7][8]
- У 2010 році був запрошений на Міжнародний конгрес математиків в Хайдерабад, з доповіддю на тему «Алгебраїчна геометрія»[9]
- Премія за прорив у математиці (2018) (разом з Крістофер Хекон)[10]